# Binburrum
Binburrum es un género de escarabajos de la pequeña familia Pyrochroidae. Se encuentran solamente en Australia. Se están describiendo nuevas especies.

## Hábitat
Las larvas se encuentran en madera húmeda de árboles muertos, incluyendo Phyllocladus aspleniifolius . Los adultos se pueden encontrar en el follaje y son atraídos por la luz.

## Especies
- Binburrum angusticollis Pollock, 1995
- Binburrum articuno (Hsiao and Pollock, 2020)
- Binburrum bifoveicollis (Lea, 1917)
- Binburrum concavifrons Pollock, 1995
- Binburrum ephippiatum (Wilson, 1926)
- Binburrum moltres (Hsiao and Pollock, 2020)
- Binburrum ruficollis (Champion, 1895)
- Binburrum zapdos (Hsiao and Pollock, 2020)[1][5]